# Haettenschweiler
Haettenschweiler is een schreefloos lettertype gebaseerd op de Duitse variant Schmalfette Grotesk (Duits voor vette, smalle schreefloze letter).
Het is vernoemd naar Walter Haettenschweiler, die samen met Armin Haab het boek Lettera heeft uitgegeven en waarin het lettertype Schmalfette Grotesk is gebruikt.
Haettenschweiler is vaak vergeleken met Helvetica Inserat en Impact. Het heeft smallere tekens dan Impact. De R heeft een gekrulde staart gelijk aan die van de Helvetica familie. Horizontale lijnen zijn minimaal, wat resulteert in een slechte leesbaarheid in kleinere puntgroottes en op afstand. Daarom is de letter absoluut niet geschikt voor grote stukken tekst, maar voor koppen en displays.
Het lettertype wordt geïnstalleerd samen met Microsoft Office producten en is wijdverbreid beschikbaar als shareware.